# Giovanni Bertuccio
Giovanni Bertuccio is een figuur in de roman De Graaf van Monte Cristo (1844) van Alexandre Dumas.
Bertuccio, van oorsprong Corsicaan, is een van de intendanten van Monte Cristo. Bertuccio heeft een tijd in de gevangenis van Nîmes gezeten. Daar heeft Monte Cristo, vermomd als abbé Busoni, Bertuccio de biecht afgenomen. Bertuccio heeft gebiecht over een moord die in het huis te Auteuil heeft plaatsgevonden.
Bertuccio wordt door Monte Cristo enkel gebruikt voor de wraak op Gérard de Villefort. Monte Cristo kent immers het geheim van Bertuccio.

## Voorgeschiedenis
Bertuccio had een oudere broer die vroeger in Nîmes is vermoord omdat hij Bonapartist was. Bertuccio heeft er alles aan gedaan de moordenaars te achterhalen doch is hier niet in geslaagd. Uiteindelijk wendt Bertuccio zich tot de procureur des Konings, De Villefort, die thans in Nîmes is aangesteld. Bertuccio vangt bot bij De Villefort. De Villefort stelt eenvoudig dat de moord op zijn broer enkel de wet van de vergelding is en dat alle Corsicanen krankzinnig zijn. Voor Bertuccio is dit een regelrechte belediging en hij spreekt het woord vendetta uit tegen De Villefort. De Villefort, bang voor de uitvoering daarvan, vraagt overplaatsing aan naar Versailles.
Uiteindelijk ontdekt Bertuccio dat De Villefort naar Auteuil gaat en begint hem te bespieden. De Villefort gaat een bewuste nacht naar een woning. Bertuccio ziet dat er een hoogzwangere jonge vrouw van 18 à 19 jaar verschijnt. Hij ziet De Villefort 's nachts met een kistje en een schep lopen. De Villefort begraaft het kistje. Op dat moment springt Bertuccio uit de bosjes en wreekt zijn broer en steekt De Villefort met zijn mes. De Villefort valt en blijft liggen. Bertuccio denkt dat hij dood is. Hij graaft het kistje op. In het kistje treft Bertuccio een zakdoek aan met de initialen H.N. en een pasgeboren baby. Bertuccio legt het kind in het hospitaal te Bastia te vondeling doch laat het enkele dagen later door zijn schoonzuster Assunta ophalen. Op deze wijze komt Bertuccio in het leven van De Villefort.
Nadien pakt Bertuccio zijn oude "baan" als smokkelaar weer op. Omdat hij liever niet meer in de herberg te Nîmes komt, komt de herberg naar hem toe. Deze herberg blijkt het smokkelcentrum te zijn waar de herbergier zaken deed met Bertuccio. De herberg wordt opgezet op de weg van Bellegarde naar Beaucaire, de Pont du Gard geheten. Bertuccio zwerft veel rond en komt met enige regelmaat terug bij zijn schoonzuster waar de baby inmiddels groot is geworden en luistert naar de naam Benedetto. Het kind groeit op en blijkt een zeer slecht karakter te hebben. Het steelt en bedriegt reeds op jonge leeftijd. Inmiddels is Bertuccio getuige van de verkoop van een diamant aan een juwelier. Omdat het weer zeer slecht is, keert de juwelier terug naar de herberg en blijft daar overnachten. 's Nachts vermoordt Gaspard Caderousse zowel de juwelier Joannès als zijn vrouw Madeleine Radelle en slaat met de diamant en het geld op de vlucht. Voordat Bertuccio goed en wel beseft wat er aan de hand is, wordt hij gearresteerd en als moordenaar aangewezen. Het bloed van het lijk van La Carconte lag op de overloop en het bloed druppelde van de trap op Bertuccio. Bertuccio wordt naar de gevangenis van Nîmes overgebracht en verzoekt de rechter te zoeken naar abbé Busoni. Busoni is degene die de diamant aan Caderousse gaf en de enige die de onschuld van Bertuccio kon bevestigen. Vlak voor de terechtzitting van Bertuccio verschijnt Busoni in de gevangenis. Bij Busoni biecht Bertuccio de moord op te Auteuil en zweert niets met de moorden in de herberg te maken te hebben. In de tussentijd wordt Caderousse in het buitenland gevangengenomen en veroordeeld tot levenslange dwangarbeid. Bertuccio komt vrij en krijgt van Busoni een aanbevelingsbrief mee voor een van zijn biechtkinderen. Dit biechtkind is de graaf van Monte Cristo.

## Vervolg
Bertuccio keert terug naar zijn schoonzuster. Hij treft haar vermoord aan. Benedetto is de moordenaar en is inmiddels gevlucht. Na deze geschiedenis besluit hij naar Monte Cristo te gaan en aldaar zijn diensten aan te bieden. Hij schrikt vreselijk als blijkt dat Monte Cristo een huis in Auteuil heeft gekocht - het is hetzelfde huis waar hij denkt De Villefort te hebben vermoord. Hij vertelt daarna de voorgeschiedenis aan Monte Cristo. Monte Cristo kent een deel van die geschiedenis al, want hij en abbé Busoni zijn dezelfde persoon, maar dat laat hij niet merken.
Pas tijdens het diner te Auteuil wordt hij "herenigd" met Benedetto, die zich thans voordoet als Andrea burggraaf Cavalcanti. Voorts is Bertuccio zeer verbaasd en geschrokken dat tijdens het diner Gérard de Villefort is aangeschoven. Bertuccio dacht immers De Villefort te hebben vermoord.